# Sea Launch

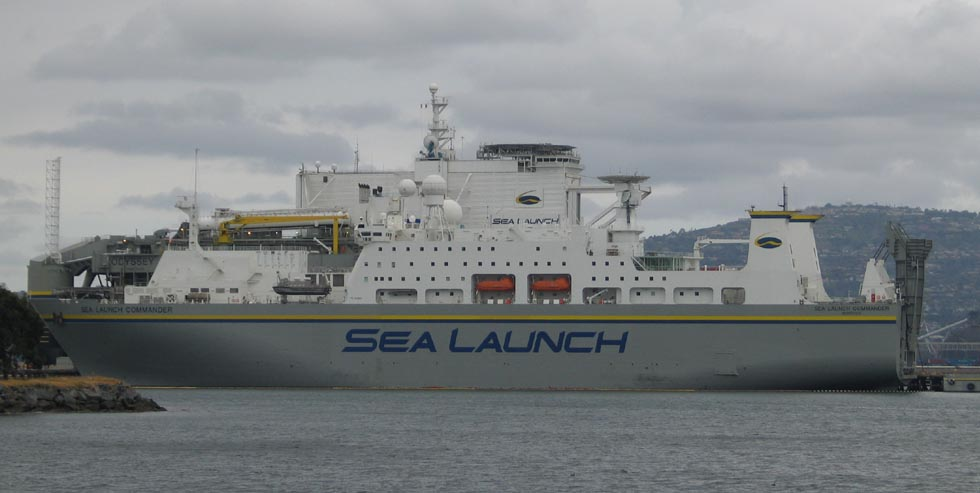
Le Sea Launch Commander.

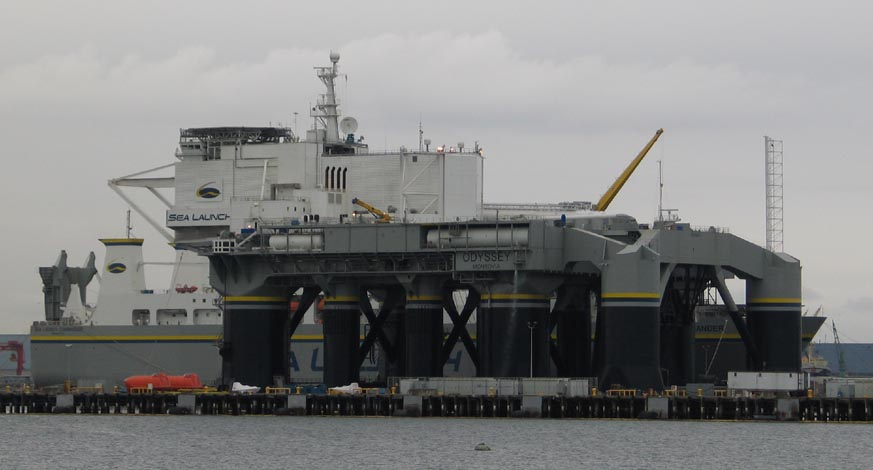
La plate-forme Sea Launch Odyssey.

Sea Launch est un service de mise en orbite de satellites opéré par la société Sea Launch Co. LLC. Cette société, dont les capitaux initiaux provenaient de Norvège, Russie, États-Unis et Ukraine, fut créée en avril 1995 et son siège social est situé à Long Beach, Californie. Les satellites sont envoyés en orbite géostationnaire depuis une plateforme mobile située dans l'océan Pacifique appelée « Ocean Odyssey ».
À sa mise en faillite en 2009, Sea Launch avait lancé trente satellites depuis sa création, avec deux échecs et un échec partiel. En 2011, grâce à un apport financier de la société Energia Overseas Limited (EOL), filiale de RKK Energuia, les lancements reprennent. Elle reprend donc son activité commerciale et opérationnelle, uniquement avec des capitaux russes.

## Technologie
Sea Launch utilise pour ses lancements une fusée à trois étages Zenit-3SL. Elle est tirée à partir d’une plate-forme flottante Ocean Odyssey, construite à partir d’une technologie dérivée de celle des plates-formes de forage pétrolier offshore, mise au point à la fin des années 1990. La structure de base est une plate-forme pétrolière japonaise exploitée en mer du Nord jusqu'à ce qu'un incendie mortel ne la mette au rebut et que Sea Launch la rachète et la transforme. Ocean Odyssey est positionnée au plus près de l'équateur, à l'est des Kiribati, près de l'île Christmas ou Kiritimati, et ce, afin de minimiser l'énergie de lancement. En effet, la rotation d'un solide se traduit par une vitesse orthoradiale (orthogonale au rayon terrestre passant par le point en question) de tout point du solide en question, et d'autant plus grande que le point est éloigné de l'axe de rotation. Dans le cas de la Terre, ce sont les points de l'équateur qui ont la plus grande vitesse par rapport à l'espace environnant : en lançant les fusées à partir de l'équateur, la fusée a déjà une certaine vitesse (environ 465 m/s soit 1 675 km/h), ce qui économise du carburant pour atteindre la vitesse de mise en orbite.
Lors du lancement, tout l'équipage est déplacé à bord du Sea Launch Commander, qui est le bâtiment de commande du lancement. Le Commander se place ensuite à 5 km de distance de la plateforme de lancement pour une sécurité optimale lors du lancement. Il n'y a plus personne sur l'Odyssey lors du lancement d'une fusée. Tout est entièrement automatisé et géré depuis le Sea Launch Commander.

## Historique
Le premier lancement commercial remonte au 9 octobre 1999 avec le satellite DirecTV. Ce lancement commercial suivait le lancement de qualification du 27 mars 1999
Le 12 mars 2000, le lancement d’un satellite de communications, ICO F-1, avait échoué. Des débris du satellite perdu avaient été retrouvés à quelque 700 kilomètres au sud-ouest de l’archipel des îles Gambier (Polynésie française) et au nord-ouest des îles Marquises (nord de l’archipel). D'autres débris avaient été localisés près du territoire britannique de Pitcairn. Cet échec est dû à un problème au niveau du programme de lancement qui ne prenait pas en compte l'ouverture d'une valve de carburant au deuxième niveau de la fusée. Il a fallu quatre mois pour localiser le problème dans le système. 
Le 8 novembre 2005, Sea Launch a réussi à placer sur orbite géostationnaire un satellite Inmarsat-4 F2 de six tonnes. La date de mise à feu, initialement prévue pour le 5 novembre, avait été reportée de trois jours.
Ce satellite, une fois calé sur son orbite, est destiné à fournir des services de type haut débit Internet, téléphonie mobile (3G) et vidéoconférence pour les Amériques et l'Océan Indien, à des vitesses de transmission allant jusqu'à 500 kilooctets par seconde.
Selon les sociétés, le satellite (décrit comme ayant une taille comparable à un « autobus à impériale londonien »), après sa mise sur orbite par la fusée russo-ukrainienne Zenit-3SL, a commencé à émettre après 25 minutes et serait en « excellent état ». Sa durée de vie prévue est de treize ans.
Parmi les sociétés ayant confié leurs satellites à ce consortium ces dernières années : Intelsat, Telstar, PanAmSat, JSAT (Japon) dans des applications comprenant la télévision, la radio, Internet et la téléphonie.

### Échec du 30 janvier 2007: suspension des lancements
Le 30 janvier 2007 à 23 h 22 UTC, échec du lancement d'un satellite néerlandais, et explosion du lanceur,, endommageant la plateforme de lancement Ocean Odyssey. Ce lancement visait à la mise en orbite d'un satellite de télécommunications NSS 8 pour le compte de New Skies de l'opérateur SES, de La Haye (Pays-Bas), destiné à assurer la distribution de programmes de télévision depuis une position par 57° Est au-dessus de l'océan Indien. La plateforme endommagée a depuis repris les tirs. Des photos prises sur la plateforme montrent que le mat ombilical fut endommagé, les portes du hangar disloquées et les déflecteurs de jet arrachés par l'explosion, mais que la structure de la plateforme fut épargnée.

### 15 janvier 2008: reprise des lancements
Ce jour-là, à 11 h 49, lance sur l'orbite de transfert géostationnaire le satellite de télécommunications Thuraya-3, une plate-forme Boeing 702 de 5,18 tonnes.

### Faillite de 2009
Le 22 juin 2009 la société qui met en œuvre Sea Launch s'est placée sous la protection du chapitre 11 de la loi américaine sur les faillites. En effet les sociétés Sea Launch Company L.L.C. et Sea Launch Limited Partnership ont des dettes à hauteur d'un milliard de dollars alors que les actifs ne représentent que 500 millions de dollars. Boeing pourrait éponger ce déficit. Cette situation pourrait profiter à la fusée Longue Marche chinoise. Sea Launch va poursuivre son activité et doit lancer les satellites figurant dans son carnet de commandes. La loi américaine sur les faillites lui permet en effet de continuer à fonctionner normalement, tout en lui laissant le temps de trouver un accord avec ses créanciers. 
Avec la sortie du marché de Sea Launch, les opérateurs de satellites de télécommunications ont aujourd'hui essentiellement le choix entre Arianespace, Zenit, depuis Baïkonour, Longue Marche, depuis la Chine, et Proton. Les opérateurs ne construisent jamais un satellite qui ne peut être lancé que par un seul lanceur. Arianespace est capable de lancer 10 tonnes en orbite de transfert géostationnaire mais la Proton russe ne peut dépasser les 6 à 7 tonnes. La demande de satellites lourds en orbite géostationnaire devrait donc s'aligner sur cette limite du lanceur Proton c'est-à-dire sur 6 tonnes ou un peu plus. TerreStar-1, d'une masse de 6,9 tonnes lancé avec succès par la fusée Ariane le 1er juillet 2009 devrait rester une exception.

### Échec du1erfévrier 2013
Le 1er février 2013, le 35e lanceur Zenith-3SL tombe en panne après 11,4 secondes de vol.

### Mise en vente de Sea Launch
Le conflit entre la Russie et l'Ukraine qui éclate début 2014 paralyse l'activité de Sea Launch dont les actionnaires et les fournisseurs se répartissent entre ces deux pays. Après un dernier lancement en mai 2014, le carnet de commandes est vide. La société décide de réduire son activité : les installations sont mises en sommeil et le personnel permanent est en partie licencié. L'actionnaire principal RKK Energia annonce publiquement qu'il est à la recherche d'investisseurs car les charges annuelles hors lancement s'élèvent à 30 millions de dollars pour l'entretien de la plate-forme de tir et son bateau accompagnateur. 

### Reprise par le groupe aéronautique S7 Airlines
En septembre 2016, la holding qui détient la compagnie aérienne russe S7 Airlines rachète à RKK Energia (qui était devenu le principal propriétaire) les actifs de Sea Launch pour un montant de 150 millions de US$. Compte tenu des travaux de remise en marche des installations et des équipements ainsi que des démarches administratives accompagnant la reprise de la société, le nouveau propriétaire prévoit alors un premier lancement d'une fusée Zenit fin 2018/début 2019 mais en date de mai 2019, cela n'a pas encore lieu.
La plateforme de lancement Odyssey et le bateau de commandement, basés à l'origine au port de Long Beach en Californie ont, depuis le 23 avril 2020, un nouveau port d'attache, à Slavianka, proche de Vladivostok en Russie.

## Lancements depuis Baïkonour: «Land Launch»
La filiale Land Launch (lanceur terrestre) utilise une version modifiée du lanceur Sea Launch, le Zenit 3SL, à trois étages, à partir de l'infrastructure existante Zenit au Cosmodrome de Baïkonour. Le lanceur Land Launch Zenit 3SLB s'adresse aux besoins de lancement de satellites commerciaux jusqu'à 3,5 tonnes, et pour une insertion directe sur orbite géosynchrone. Le lanceur à deux étages Zenit-2SLB est aussi disponible pour des charges utiles jusqu'à 13 tonnes, pour des orbites basses inclinées. Le premier lancement a eu lieu le 28 avril 2008, avec Zenit-3SLB, pour le satellite israélien AMOS-3 de Spacecom Ltd, depuis LC-45/1 à Baïkonour.

## Historique des lancements
| N° | Date              | Charge utile                | Masse | Commentaire                  |
| -- | ----------------- | --------------------------- | ----- | ---------------------------- |
| 1  | 27 mars 1999      | DemoSat                     | 4,5 t |                              |
| 2  | 9 octobre 1999    | DIRECTV 1-R                 | 3,5 t |                              |
| 3  | 12 mars 2000      | ICO F-1                     | 2.7 t | Échec                        |
| 4  | 28 juillet 2000   | PAS-9                       | 3,7 t |                              |
| 5  | 20 octobre 2000   | Thuraya-1                   | 5,1 t |                              |
| 6  | 18 mars 2001      | XM-2 ROCK                   | 4,7 t |                              |
| 7  | 8 mai 2001        | XM-1 ROLL                   | 4,7 t |                              |
| 8  | 15 juin 2002      | Galaxy IIIC                 | 4,9 t |                              |
| 9  | 10 juin 2003      | Thuraya-2                   | 5,2 t |                              |
| 10 | 8 août 2003       | EchoStar IX/Telstar 13      | 4,7 t |                              |
| 11 | 30 septembre 2003 | Galaxy XIII/Horizons-1      | 4,1 t |                              |
| 12 | 10 janvier 2004   | Telstar 14/Estrela do Sul 1 | 4,7 t |                              |
| 13 | 4 mai 2004        | DIRECTV-7S                  | 5,5 t |                              |
| 14 | 28 juin 2004      | Telstar-18                  | 4,8 t | Anomalie durant le lancement |
| 15 | 1er mars 2005     | XM-3                        | 4,7 t |                              |
| 16 | 26 avril 2005     | SPACEWAY-1                  | 6,0 t |                              |
| 17 | 23 juin 2005      | Intelsat IA-8               | 5,5 t |                              |
| 18 | 8 novembre 2005   | Inmarsat 4-F2               | 6,0 t |                              |
| 19 | 15 février 2006   | EchoStar X                  | 4,3 t |                              |
| 20 | 12 avril 2006     | JCSAT-9                     | 4,4 t |                              |
| 21 | 18 juin 2006      | Galaxy 16                   | 5,1 t |                              |
| 22 | 22 août 2006      | Koreasat 5                  | 4,9 t |                              |
| 23 | 30 octobre 2006   | XM-4                        | 4,7 t |                              |
| 24 | 30 janvier 2007   | NSS-8                       | 5,9 t | Échec                        |
| 25 | 15 janvier 2008   | Thuraya-3                   | 5,2 t |                              |
| 26 | 19 mars 2008      | DirecTV-11                  | 5,9 t |                              |
| 27 | 21 mai 2008       | Galaxy 18                   | 4,6 t |                              |
| 28 | 16 juillet 2008   | EchoStar XI                 | 5,5 t | [ 12 ]                       |
| 29 | 24 septembre 2008 | Galaxy 19                   | 4,7 t | [ 13 ]                       |
| 30 | 20 avril 2009     | Sicral 1B                   | 3,0 t | [ 14 ]                       |
| 31 | 24 septembre 2011 | Atlantic Bird 7             | 4,6 t |                              |
| 32 | 31 mai 2012       | Intelsat 19                 | 5,6 t | [ 15 ]                       |
| 33 | 19 août 2012      | Intelsat 21                 | 6,0 t |                              |
| 34 | 3 décembre 2012   | Eutelsat 70B                | 5,2 t |                              |
| 35 | 1er février 2013  | Intelsat 27                 | 6,2 t | Échec                        |
| 36 | 26 mai 2014       | Eutelsat 3B                 | 6 t   | [ 17 ]                       |